# Еди Лек
Еди Лек (швед. Eddie Läck — Нортеље, 5. јануар 1988) професионални је шведски хокејаш на леду који игра на позицији голмана.
Члан је сениорске репрезентације Шведске за коју је на међународној сцени дебитовао на светском првенству 2017. године. На том првенству Лек је освојио и титулу светског првака.